# 梅西耶15
梅西耶15或M15（也稱為NGC 7078）是位於飛馬座的一個球狀星團。它是喬瓦尼·多梅尼科·馬拉迪在1746年發現的，並且在1764年被收錄進梅西耶的似彗星天體目錄中。估計它的年齡是120億歲，是已知最老的球狀星團之一。

## 特性
M15距離地球大約33,600 光年，直徑約175光年。它的絕對星等是-9.2，轉換成總光度是太陽的360,000倍。M15是銀河系中已知最密集的球狀星團之一。其核心經歷過稱為核心崩潰，並且在它的中心有一個密度尖點，可能有大量的恆星圍繞著可能存在中心的黑洞。
超過100,000顆恆星的家，這個星團擁有大量的變星（112）和脈衝星（8），包括一對雙中子星系統，M15 C。M15也包含一個行星狀星雲豌豆1，因是在球狀星團中發現的第一個而著稱。從1928年迄今，只在球狀星團中另外發現三個。

## 業餘天文學
M15的視星等為6.2，接近在良好情況下裸眼可見的極限，用雙筒望遠鏡或小望遠鏡觀察，可以看見像是一顆模糊的恆星。使用口徑較大（至少是6英寸/15公分的口徑）可以開始解析出一些恆星，其中最亮的視星等為+12.6。星團的視直徑為18角分。

## X射線源
地球軌道衛星烏呼魯和CXO檢測到這個星團內有兩個明亮的X射線源：M15 X-1（4U 2129+12）和M15 X-2。前者似乎是在飛馬座檢測到的第一個天文X射線源。

## 影像

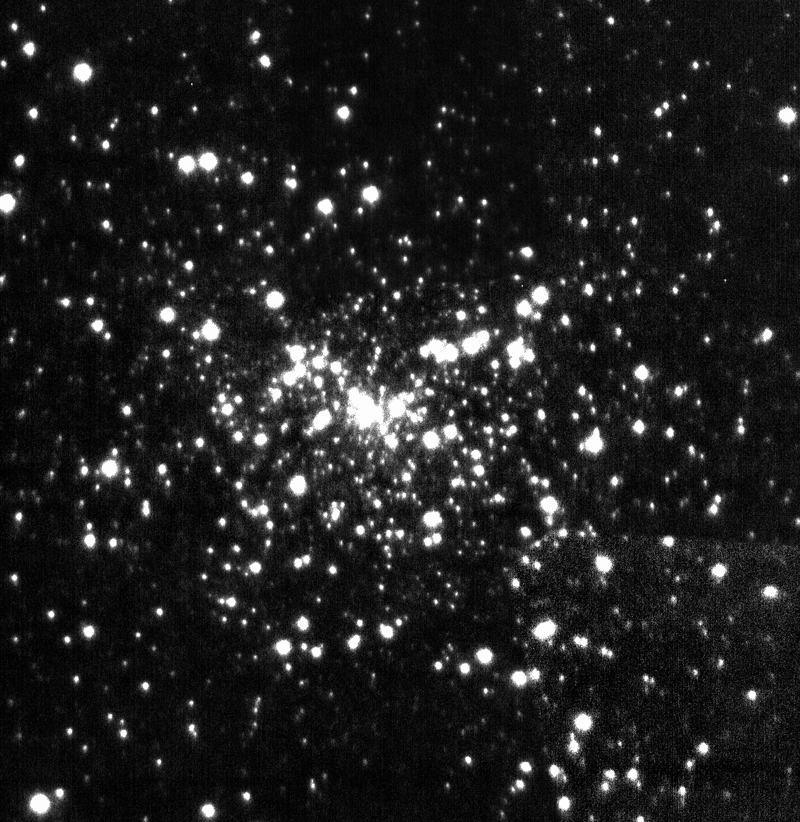
使用幸運成像技術拍攝的M15核心1角分方塊的影像。
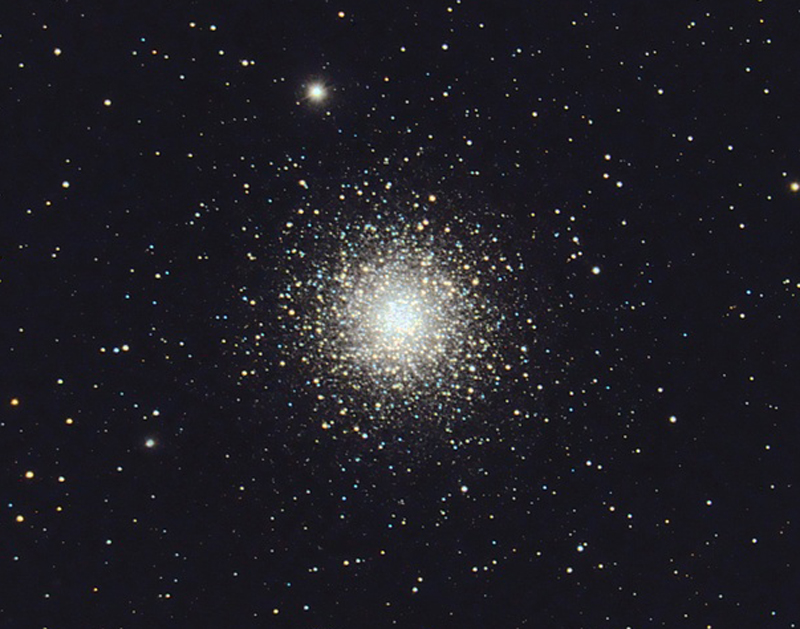
業餘望遠鏡拍攝的M15。
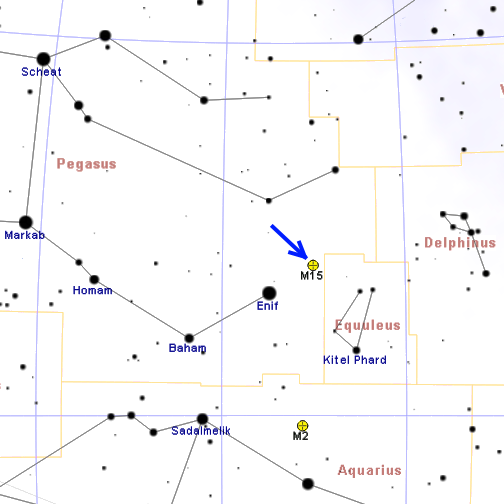
顯示M15位置的星圖。
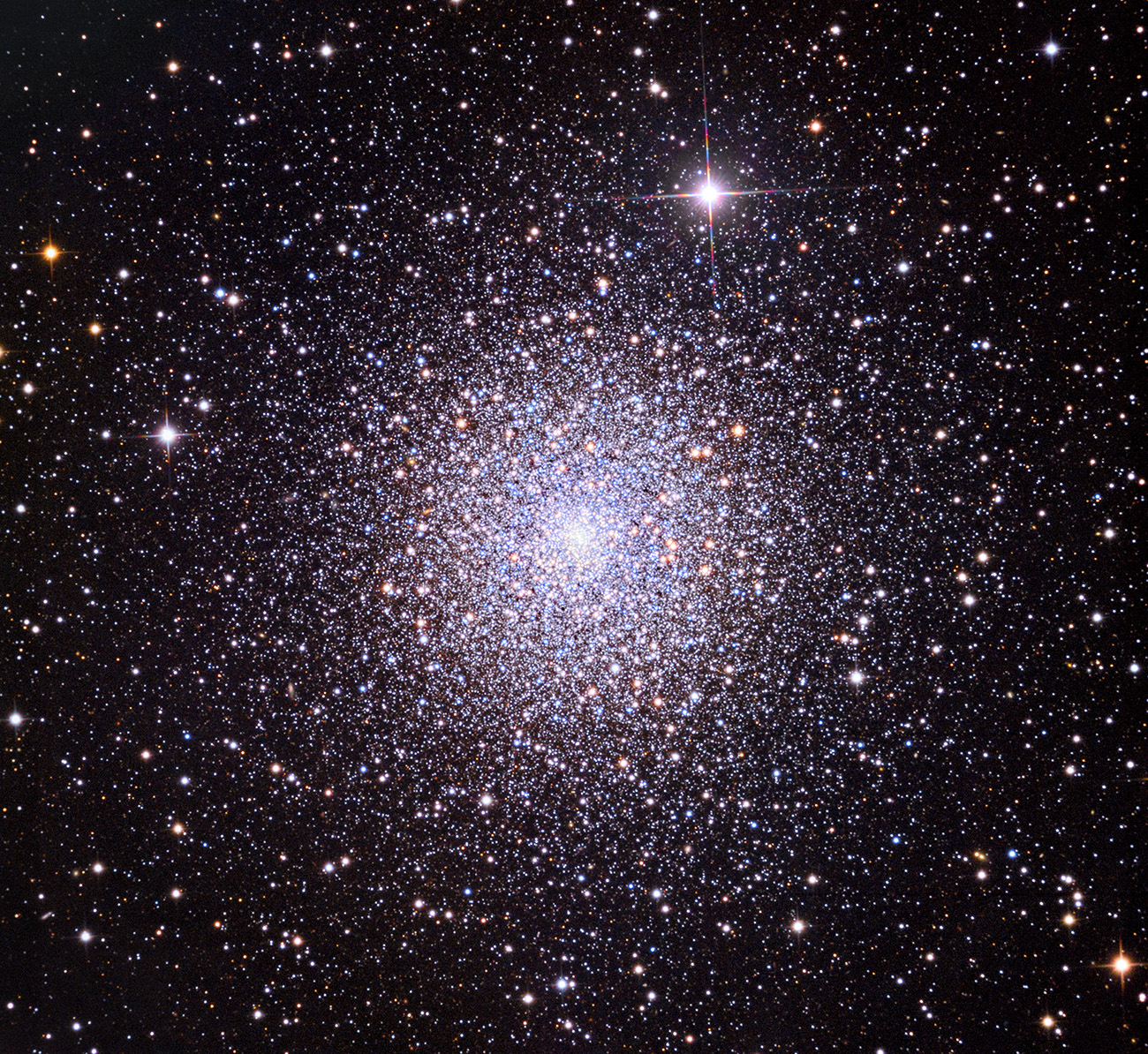
使用檸檬山天文中心的M15深寬頻（RGB）影像。

## 外部連結
- Messier 15, SEDS Messier pages （页面存档备份，存于）
- Messier 15, Galactic Globular Clusters Database page
- Globular Cluster Photometry With the Hubble Space Telescope. V. WFPC Study of M15's Central density Cusp （页面存档备份，存于）
- Wikisky.org SDSS image of M15 （页面存档备份，存于）
- Gretton, Roy; Gray, Meghan. . Deep Sky Videos. Brady Haran.   [2021-02-07]. （原始内容存档于2020-07-02）.
- WikiSky上关于梅西耶15的内容：DSS2, SDSS, GALEX, IRAS, 氢α, X射线, 天文照片, 天图, 文章和图片